# Benzalkoniumchloride
Benzalkoniumchloride is een mengsel van alkylbenzyldimethylammoniumchloriden. Dit zijn quaternaire ammoniumzouten, waarvan de alkylgroep een keten is met een even aantal koolstofatomen tussen 8 en 18, dus C8H17 tot C18H37. Het wordt veel gebruikt als desinfecterend en conserverend middel.
Benzalkoniumchloride is een hygroscopisch, wit tot geel-wit poeder of gelatineuze massa. Het is goed oplosbaar in water, en dissocieert in water in een klein anion (chloride) en een groot kation (quaternair ammonium). Het is een oppervlakteactieve stof die werkzaam is tegen gram-positieve en in minder mate gram-negatieve bacteriën, maar ook tegen algen en schimmels. 
Het wordt gebruikt als werkzame stof in desinfecterende middelen (bijvoorbeeld lysol), voor de preventie van voetschimmel, of voor de bestrijding van algen in zwembaden en waterbedden. In lage concentraties is het een conserveermiddel in veel producten, waaronder oordruppels, oogdruppels, neusdruppels en shampoos. Het wordt enkel voor uitwendig gebruik toegepast omdat opname ervan door de mond misselijkheid en braken kan veroorzaken. Benzalkoniumchloride komt ook voor in schoonmaakproducten.